# Kamenica nad Cirochou
Kamenica nad Cirochou és un poble i municipi d'Eslovàquia. Es troba a la regió de Prešov, al nord del país.

## Història
La primera referència escrita de la vila data del 1317.

## Demografia
| Godina             | 1994 | 2004   | 2014   | 2024   |
| ------------------ | ---- | ------ | ------ | ------ |
| Nombre de persones | 2208 | 2335   | 2388   | 2305   |
| Diferència         |      | +5,75% | +2,26% | −3,47% |

| Godina             | 2023 | 2024   |
| ------------------ | ---- | ------ |
| Nombre de persones | 2287 | 2305   |
| Diferència         |      | +0,78% |